# Latécoère 298
Die Latécoère 298, kurz Laté 298, ist ein französisches Schwimmerflugzeug des Zweiten Weltkrieges. Die vielseitig eingesetzte Maschine diente unter anderem zur Aufklärung, U-Boot Bekämpfung, als Bomber, Transporter, Verbindungsflieger, Torpedobomber und sogar als Schlacht- und Sturzkampfflugzeug. Sie blieb den gesamten Krieg über auf beiden Seiten im Einsatz. Die letzten drei Exemplare wurden 1950 außer Dienst gestellt.

## Geschichte
Die Laté 298 entstand aufgrund einer Forderung der französischen Marine nach einem Schwimmer-Torpedobomber aus dem Jahre 1933. Bei der Entwicklung orientierte man sich an der Latécoère 290 und ihren Nachfolgern. Konzeptionell gesehen war die Laté 298 ein freitragender Mitteldecker in Ganzmetallbauweise mit Normalleitwerk. Die zweiholmigen Tragflächen waren zu den Enden hin spitz zulaufend und konnten bei einigen Ausführungen gefaltet werden. Ein besonderes Merkmal war die längliche Vertiefung unter dem Rumpf, die für die Aufnahme eines Torpedos, einer 500-kg-Bombe oder eines Kraftstoffzusatzbehälters vorgesehen war.

Die beiden Schwimmer waren gestuft und gekielt und enthielten je einen Kraftstoffreservebehälter mit 260 Litern Fassungsvermögen. Als Antrieb diente ein 12-Zylinder-V-Motor Hispano-Suiza 12Ycrs-1 mit einer dreiblättrigen Ratier-Verstellluftschraube aus Metall.
Die Konstruktionsarbeiten begannen 1934. Der Prototyp Laté 298-01 flog erstmals am 8. Mai 1936. Die erfolgreiche Erprobung veranlasste die Marine, 177 Laté 298 in Auftrag zu geben. Das erste Fertigungslos der Serie A wurde ab Oktober 1938 ausgeliefert und umfasste 29 Maschinen. Bei Kriegsbeginn befanden sich 53 Flugzeuge in vier Escadrilles im Einsatz. Anfangs setzte man sie von ihren Stützpunkten in Cherbourg, Berre und dem Flugzeugmutterschiff Commandant Teste nur zur Küstenpatrouille ein. Später griffen sie mangels anderer Alternativen auch als Bomber in die Kämpfe ein. So etwa flogen Laté 298 Sturzangriffe gegen deutsche Panzerspitzen oder Torpedoangriffe gegen italienische Schiffe.
Nach der Kapitulation Frankreichs setzten sowohl die Vichy-Regierung als auch die Regierung des freien Frankreichs die Latécoère 298 ein, unter anderem als U-Boot-Jäger im Kanalgebiet. Ein Flugzeug wurde bei der E-Stelle Travemünde erprobt. Es ist dort mit dem Kennzeichen D-IHLD vom 21. Oktober 1940 bis zum 6. Juni 1941 nachzuweisen. Nach dem Krieg wurden die letzten Flugzeuge der Escadrille 3.S am Bodensee stationiert und zu Überwachungszwecken eingesetzt.
Eine Weiterentwicklung war die für den Flugzeugträgereinsatz bestimmte Latécoère 299 mit Radfahrwerk von 1939.

## Versionen
- Laté 298A: erste Serienausführung mit im Gegensatz zum Prototyp veränderter Kabinenhaube. 29 Stück gebaut.
- Laté 298B: Ausführung mit Doppelsteuerung und Klapptragflächen, 42 Stück gebaut.
- Laté 298D: wie B-Version, aber starre Tragflächen und Zweiblatt-Holzpropeller, 106 Stück gebaut.
- Laté 298E: zu Testzwecken mit einer Beobachtungsgondel unter dem Rumpf ausgerüstete D-Maschine.
- Laté 298F: von der Vichy-Regierung in Auftrag gegebene Variante ähnlich der Laté 298D, aber ohne Doppelsteuerung.

## Technische Daten

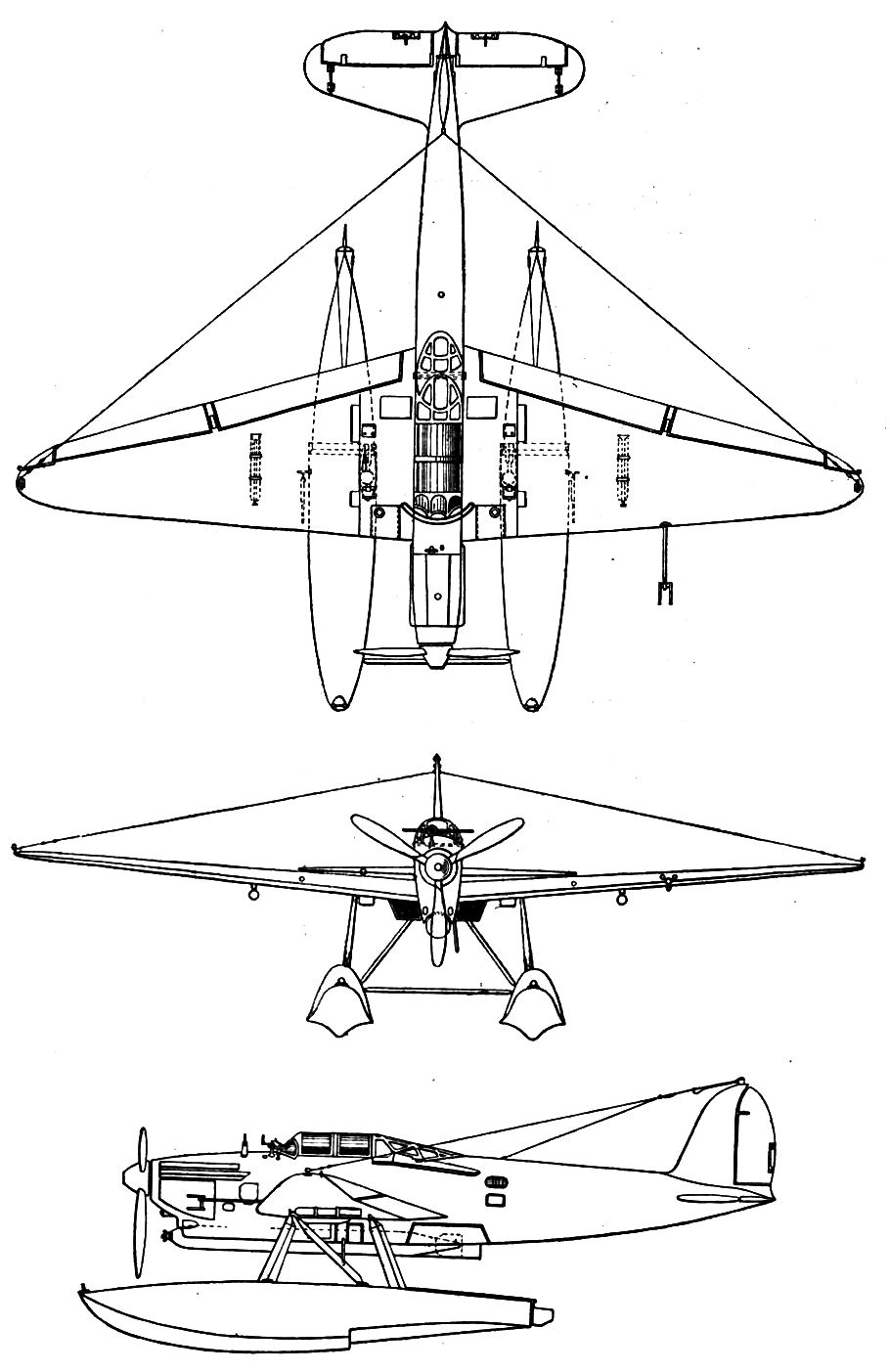
Dreiseitenriss

| Kenngröße             | Daten                                                                                       |
| --------------------- | ------------------------------------------------------------------------------------------- |
| Hersteller            | Forges et Ateliers de Construction Latécoère                                                |
| Konzeption            | Katapult- und hochseefähiges Mehrzweck-Schwimmerflugzeug                                    |
| Baujahr(e)            | 1938–?                                                                                      |
| Besatzung             | 3–4                                                                                         |
| Länge                 | 12,56 m                                                                                     |
| Flügelspannweite      | 15,50 m                                                                                     |
| Höhe                  | 5,25 m                                                                                      |
| Flügelfläche          | 31,60 m²                                                                                    |
| Flügelstreckung       | 7,6                                                                                         |
| Leermasse             | 3070 kg                                                                                     |
| Startmasse            | normal 4610 kg maximal 4810 kg                                                              |
| Antrieb               | ein flüssigkeitsgekühlter 12-Zylinder-V-Motor Hispano-Suiza 12Ycrs-1                        |
| Leistung              | 647 kW (880 PS)                                                                             |
| Höchstgeschwindigkeit | 290 km/h in 2000 m Höhe                                                                     |
| Marschgeschwindigkeit | 245 km/h                                                                                    |
| Steiggeschwindigkeit  | 272 m/min                                                                                   |
| Dienstgipfelhöhe      | 6520 m                                                                                      |
| Reichweite            | normal 920 km maximal 2535 km                                                               |
| Aktionsradius         | 1000 km                                                                                     |
| Flugdauer             | normal 3,5 h maximal 10 h                                                                   |
| Seefähigkeit          | bis Seegang 4                                                                               |
| Bewaffnung            | zwei starre 7,5-mm-MG Darne in den Tragflächen ein bewegliches 7,5-mm-MG Darne im Heckstand |
| Bombenzuladung        | ein 670-kg-Torpedo DA oder 500 kg Bomben oder drei Wasserbomben oder neun Leuchtbomben      |